# Caecilia bokermanni
Caecilia bokermanni är en groddjursart som beskrevs av Taylor 1968. Caecilia bokermanni ingår i släktet Caecilia och familjen Caeciliidae. IUCN kategoriserar arten globalt som otillräckligt studerad. Inga underarter finns listade.